# Paul Meijer (acteur)
Paulus Johannes (Paul) Meijer (Rheden, 8 januari 1915 – Twisk, 15 november 1989) was een Nederlands acteur. 
Hij is bij het grote publiek bekend als de boevenbaas in de serie Het geheim van de sleutel van Bassie en Adriaan. Ook speelde hij in de serie De plaaggeest de rol van circusdirecteur.

Meijer werd in de derde serie van Bassie en Adriaan als boevenbaas wegens gezondheidsproblemen opgevolgd door Frans Kokshoorn. Met Kokshoorn speelde Meijer ook samen in Kunt u mij de weg naar Hamelen vertellen, mijnheer? Meijer speelde niet alleen mee in films en tv-producties. Hij was als acteur eveneens werkzaam bij de Nederlandse Comedie waar hij onder meer Jean speelde in Rhinoceros van Ionesco en Mr. Mulleady in De Gijzelaar van Brendan Behan. Daarnaast speelde hij in Geleerde Vrouwen van Molière. Na een periode als technisch directeur bij toneelgroep Arena stond hij bij dat gezelschap toch weer op de planken. Vermaard was zijn optreden in de titelrol van Krelis Louwen van Pieter Langendijk en zijn Shylock in De Koopman van Venetië van Shakespeare.
Meijer was getrouwd met actrice Riet Wieland Los. Hij had twee zoons: Paul Meijer, acteur/regisseur en Con Meijer, eveneens acteur.